# Acrossocheilus macrophthalmus
Acrossocheilus macrophthalmus är en fiskart som beskrevs av Nguyen 2001. Acrossocheilus macrophthalmus ingår i släktet Acrossocheilus och familjen karpfiskar. IUCN kategoriserar arten globalt som otillräckligt studerad. Inga underarter finns listade i Catalogue of Life.